# Лолмалазин
Лолмалазин е третата по височина планина в Танзания и най-високата по рифта Грегъри. Представлява широк загастнал щитовиден вулкан, намиращ се във високопланинските кратерни земи, които заемат територии по протежение на попадащата в Танзания част от Източноафриканския рифт. Това е зона, простираща се от Джибути до Мозамбик, в която се срещат Африканската и Сомалийската континентални плочи. Тяхното бавно раздалечаване е довело до формирането на огромен разлом и поредица от планински и вулканични образувания. Голяма част от тези структури са създадени при масивно подземно повишаване на налягането по време на формирането на разлома.

## Описание
Лолмалазин е вулканът, разположен в най-голяма близост до кратера Нгоронгоро. Намира се на юг от него и административно попада в регион Аруша. На 6 km западно от Лолмалазин е разположен допълнителният вулканичен връх Олсируа с надморска височина 3150 m, който е отделен от него с ниска седловина. Северните склоновете на планината започват да се издигат непосредствено от ръба на кратера Нгоронгоро. Югоизточните и източните са стръмни, покрити с гъсти гори и прорязани от дълбоки клисури. Там където склоновете на вулканите Лолмалазин, Олмоти, Емпакай и Лозируа се събират при външния ръб на кратера Нгоронгоро се формира плитката тревиста депресия Ембулбул. В нея се събират и потичат надолу голяма част от водите от подножията на тези планини.

## Параметри
Върхът на планината се издига на 3648 m над морското равнище и на 2600 m над нивото на Източноафриканска рифтова долина. Кратерът на вулкана отдавна е изравнен под влияние на механични външни въздействия, а основата на планината има приблизителен диаметър от 25 km.

## Геология
И при двата върха – този на Лолмалазин и на Олсируа се наблюдава оголване на някои геоложки пластове в най-високите части. Доминиращ тип скали са базалтът и трахитът, които са по двата върха във вид на агломерати. Източните склонове са формирани от базалт, трахибазалт и анкарамит и се оголват в стръмните склонове на рифта над Енгарука. Тези скали се срещат тук и като големи скални блокове както и по други места по близките високопланински кратерни земи. В някои части на склоновете в зоната между Енгарука и малкото градче Мто уа Мбу се наблюдават единични находища от пикробазалт, базанит и нефелинит.
Предполага се, че вулканът е изригнал за последен път през Плиоцена.

## Население
Областта не е обявена за национален парк, тъй като склоновете на вулкана и териториите около тях са гъсто населени от масаите. Тук има много техни села, а околните терени се ползват за паша на стадата им.